# Synagogue de Sourami
La synagogue de Sourami  est une synagogue de la ville de Sourami en Géorgie.
La synagogue est construite en 1915.